# Hasbarà
Hasbarà (hebreu הַסְבָּרָה, "explicació, aclariment") es refereix als esforços de relacions públiques per difondre a l'estranger informació positiva sobre Israel. El terme és utilitzat pel govern israelià i els seus partidaris per descriure els esforços per explicar les polítiques del govern i promoure Israel davant la premsa negativa, i per contrarestar el que consideren deslegitimació d'Israel a tot el món. Hasbarà vol dir "explicació", i també és un eufemisme per propaganda. La Hasbarà disposa d'infraestructura pròpia al govern d'Israel, amb seu a l'oficina del Primer ministre i en els ministeris de Defensa, Afers Exteriors, Turisme, i en l'Agència Jueva per a Israel. La Hasbarà nacional està en contacte permanent amb les persones, i amb les organitzacions pro-israelianes locals, i del món sencer, als que coordina per promoure els objectius i postures del sionisme internacional i l'Estat d'Israel.

## Significat del terme
Tot i que Hasbarà significa literalment "explicació", el seu significat exacte en el seu ús actual és objecte de debat. Gedeon Meir ha dit que no hi ha traducció "real i precisa" de la paraula Hasbarà en anglès o qualsevol altre idioma, i l'ha caracteritzada com a diplomàcia pública, una acció duta a terme per tots els governs de tot el món amb la creixent importància que el professor de Harvard Joseph Nye anomena soft power. Gary Rosenblatt la descriu com a "defensa".
La Hasbarà ha estat descrita com a "propaganda proisraeliana", i "el nou terme d'ús fàcil per a la propaganda israeliana" però mentre que la "propaganda s'esforça per destacar els aspectes positius d'un costat d'un conflicte la Hasbarà tracta d'explicar les accions, tant si són o no justificades."
L'historiador Giora Goodman considera la "Hasbarà" com a "propaganda" en la pràctica, i ho explica així
 El terme "propaganda" va adquirir un sentit pejoratiu durant la primera meitat del segle xx. En conseqüència, els propagandistes britànics i nord-americans van utilitzar "informació" per descriure la seva tasca i la paraula de so positiu Hasbarà generalment s'ha preferit en hebreu. "Propaganda", ta'amula en hebreu, està reservat sobretot per a allò que fan els opositors, però el terme s'utilitza sovint pel moviment sionista per retratar els seus propis esforços per influir als mitjans de comunicació d'àmpli ressò.

## Eines del conflicte a Internet
En el context de la guerra de comunicació al voltant del conflicte palestino-israelià, diversos llocs web han estat actius des de fa anys a Internet i transmeten la posició del govern israelià. Entre elles es troben:
1. MEMRI,
2. Internet Video Hasbara.us Arxivat 2012-05-14 a Wayback Machine.,
3. Palestinian Media Watch,
4. CAMERA, (Committee for Accuracy in Middle East Reporting in America)
5. Just Journalism
6. http://www.thejidf.org/,%5BEnllaç+no+actiu%5D),
7. Internet Haganah Arxivat 2014-07-05 a Wayback Machine.,
8. http://www.theisraelproject.org/ Arxivat 2009-01-06 a Wayback Machine.
9. Aschkel.info
10. SITE (Search for International Terrorist Entities Institute)

Representen la contrapart dels webs propalestins com ara Electronic Intifada o Internet Middle East Media Center.
El 2009, el ministeri d'afers exteriors israelià organitzà xarxes de voluntaris per intervenir a favor d'Israel en llocs web de comentari de l'actualitat en relació amb l'operació Plom Fos, fet que el diari Guardian definí com a « propaganda 2.0 », Els diaris israelians Jerusalem Post i Haaretz parlaren d'un « exèrcit de bloguers [reclutats per combatre la propaganda] antisionista » · .